# Krátká Ves
Krátká Ves (en allemand : Kurzdorf) est une commune du district de Havlíčkův Brod, dans la région de Vysočina, en Tchéquie. Sa population s'élevait à 134 habitants en 2020.

## Géographie
Krátká Ves se trouve à 8 km à l'est-nord-est de Havlíčkův Brod, à 27 km au nord-nord-est de Jihlava et à 103 km à l'est-sud-est de Prague.
La commune est limitée par Česká Bělá au nord, par Žižkovo Pole à l'est, par Stříbrné Hory et Pohled au sud, et par Jilemník, un quartier exclavé de Jileme Havlíčkův Brod, à l'ouest.

## Histoire
La première mention écrite de la localité date de 1530.